# Groot Paarlo
Groot Paarlo was een kasteel in het Nederlandse gehucht Paarlo, provincie Limburg. 

## Geschiedenis
In de 13e eeuw had het geslacht Van Karken het allodiale goed Pardelare in bezit. Nadat een tak van deze familie zich Van Vlodrop was gaan noemen, kwam het goed in deze familie terecht. Zij maakten van Paarlo een leengoed, verbonden aan Roermond, waarvan de familie sinds 1349 erfvoogd was. Vervolgens werd de familie Van Paerle met het goed beleend: in 1423 Wolter van Paerdelaer, in 1442 gevolgd door zijn zoon Gerard. In 1513 volgde Jannes van den Berge.
Nog vóór 1515 werd het goed opgedeeld in Groot Paarlo en Klein Paarlo, in de verhouding 2:1. Groot Paarlo was in feite de voortzetting van het oorspronkelijke, middeleeuwse goed.
Eind 16e eeuw kwam Groot Paarlo in handen van de familie Van Velrath genaamd Meuter. Zij lieten het in de 17e eeuw na aan de familie Van Zoutelande. Hierna volgden nog diverse andere eigenaren.
In 1663 werd het goed drie keer geplunderd door afgedankte soldaten uit Lotharingen. Drie jaar later keerden ze terug om Groot Paarlo opnieuw enkele malen te plunderen.
In 1875 werd Groot Paarlo in gebruik genomen door karmelietessen uit het Duitse Neuss die voor de Kulturkampf waren gevlucht. Omdat het huis al snel te klein werd voor de groeiende groep bewoners, verlieten ze het huis in 1882 voor een nieuwe locatie.
Eind 19e eeuw is Groot Paarlo grotendeels afgebroken. 

## Beschrijving
Het is onbekend wanneer het kasteel Paarlo is gebouwd. Mogelijk heeft het geslacht Van Karken eind 13e eeuw het eerste huis gesticht.
De oudste afbeelding van het kasteel - toen Groot Paarlo genoemd - betreft een schematische weergave op een kaart uit 1727. Op een rechthoekig terrein staat aan de oostzijde enige bebouwing, waarvan het noordelijke deel een zaalachtig huis met een aanbouw betreft. Op de zuidoosthoek staat eveneens een gebouw.
De kadastrale kaart van 1811-1832 toont een U-vormig gebouwcomplex. Het hoofdgebouw zou dan aan de noordoostzijde liggen.
Beide kaarten laten restanten zien van een omgrachting.
Volgens een melding uit 1657 beschikte Groot Paarlo over een eigen kapel in of nabij het huis. Tot 1752 was er tevens sprake van een watermolen.
Aerwinkel · Kasteel Afferden · Aldt Huys · Aldenborgh · Kasteel Aldenghoor · Aldenhoven · Alte Burg · Kasteel Amstenrade · Slot Annendael · Kasteel Arcen · Baersdonck · Bakvliet · Baronsberg · Baxhof · Beegden ·  Benzenrade · Kasteel De Berckt · Kasteel Bethlehem · Beusdaelshof · Binsfeld · Huis Blankenberg · Kasteel Bleijenbeek · Blitterswijck · Boerlo · Bolberg · Bollenberg · Kasteel De Bongard · Borggraaf · Kasteel d'Erp · Kasteel Borggraaf · Kasteel Borgharen · Kasteel Born · Huis Bree · Breust · Kasteel Broekhuizen · Broekhuizen · Gracht Burggraaf · Kasteel De Burght · Kasteel Cartils · Cloppenburg (Oost-Maarland) · Kasteel Cortenbach · Huis De Dael · Dammerscheid · Kasteel De Bockenhof · De Donck (Sevenum) · De Donck (Swolgen) · De Dorth ·  Huis ten Dijcken · Kasteel Doenrade · De Doom · Douve · Douvenrade · De Dries · Kasteel Erenstein · Kasteel Eijsden · Eijsden · Einrade · Kasteel Elsloo · Ensenbroek · Eperhuis · Etzenraderhuuske · Exaten · Kasteel Eijckholt · Kasteel Eyckholt · Eys · Gastendonck · Kasteel Genbroek · Gebroken Slot · Kasteel Geijsteren · Kasteel Op Genhoes · Kasteel Genhoes · Genneperhuis · Kasteel Het Geudje · Kasteel Geulle · Kasteel Geusselt · Geijsteren · Gen Heck · Ghoor · Kasteel Goedenraad · Kasteel Grasbroek · Kasteel Groenendaal · Groethof · Groot Paarlo · Kasteel van Gronsveld · De Gun ·Kasteel Haeren · Kasteel Den Halder · Heerlaer · Heeze · Heijen · 's-Herenanstel · Kasteel Hillenraad · Kasteel Hoensbroek · Hoenshuis · Holstrate · Holtmühle · Huize Holtum · Kasteel Horn · De Horst · Huys ter Horst · Ten Hove (Grathem) · Ten Hove (Panningen) · Huis Brias · Huis Darth ·  Kasteel Hurpesch · Kasteel Sint-Jansgeleen · Kasteel Jerusalem · Kasteel Kaldenbroek · Den Kamp · Kasteel Karsveld · Kasteel Keverberg · Klein Paarlo · Klimmender Huuske · De Kolck · Koppelberg · Laar · Landsfort · Kasteel Lemiers · Kasteelruïne Lichtenberg · Kasteel Limbricht · Lonesteyn · Huize Lovendael · Mazenburg · Kasteel van Meerlo · Kasteel Meerssenhoven · Meezenbroek · Kasteel van Mheer · Middelaar · Kasteel Millen · Kasteel Montfort · Movert · Mulrode · De Munt · Château Neercanne · Kasteel Neubourg · Nienghoor · Huis Nierhoven · Kasteel Nieuwenbroeck · Nije Huys · Kasteel Nijenborgh · Kasteel Nijswiller · Nijthuysen · Kasteel Obbicht · Oedenrade · Kasteel Ooijen · Kasteel Oost (Valkenburg) · Kasteel Oost (Oost-Maarland) · Kasteel Ouborg · Overen · Kasteel Passarts-Nieuwenhagen · Prickenis · Prinsenhof · Puth · De Putting · Raath · De Raay · Ravenhof · Kasteel Reijmersbeek · Kasteel van Rijckholt · Kasteel Rivieren · Rodenbroek · Rosendaal · Kasteel Schaesberg · Kasteel Schaloen · Te Scharen · Schenkenburg · Kasteel Scheres · De Spijker (Geijsteren) · De Spijker (Leeuwen) · Huis Severen · Sibberhuuske · Château St. Gerlach · Spraland · Huis De Spyker · Huize Stalberg · Stalberg (Wellerlooi) · De Steeg · Kasteel Stein · Steinhagen · Steenen Huis · Stoel van Swentibold · Strijthagen (Landgraaf) · Strijthagen (Welten) · Struyver · Kasteel Terborgh · Terlinden (Wijnandsrade) · Terveurdt · Ter Weyer · Kasteel Ter Worm · De Tombe · Huis De Torentjes · Triest · Trippaert · Kasteel Vaalsbroek · Kasteel Vaeshartelt · Valkenburg · Vliek · De Vroenhof · Vrijburg · Kasteel Wambach · Warenberg · Well · Weyershof ·  Wijlre · Kasteel Wijnandsrade · Wijnandsrade · Wijnantshof · Wissegracht · Huize Witham · Kasteel Wittem · Wolfrath · Wylre